# Nicholas Storch
Nicholas Storch (aussi orthographié Nicolaus, Niclas, Niklas, Stork ou Storck) est un prédicateur allemand, né à Zwickau vers 1500 et mort après 1526, dont les idées et les actions ont participé au mouvement anabaptiste (dont la secte des abécédariens) et à la Guerre des Paysans allemands en Thuringe. Il est l'un des prophètes de Zwickau (en) avec Thomas Dreschel et Mark Thomas Stübner.

## Biographie
Storch est le descendant d'une famille riche et puissante de tisserands mise en faillite par l'orientation de leur ville de Zwickau dans l'exploitation minière d'argent. Il a des visions et se considère comme un prophète de Dieu avec pour mission la lutte contre l'Église catholique corrompue, affirmant notamment que l'archange Gabriel lui apparut et lui ordonna de prendre la tête de l'« Église des Élus » et de nommer 12 apôtres et 72 disciples comme l'avait fait Jésus-Christ. Stork rejette le baptême des nouveau-nés, prêche que Dieu parle à tous directement à travers les rêves et les visions, sans la médiation des prêtres, et annonce le retour imminent du Christ. Il plaide pour l'égalité de tous les êtres humains, le partage communautaire des biens et du travail, l'assistance aux pauvres et l'expropriation des monastères, avec si nécessaire la résistance aux actions de l'État.
En mai 1520, il influence le prédicateur de Zwickau Thomas Münzer, nommé en remplacement du précédent pasteur de l'église Sainte Marie, Johannes Egranus. La rhétorique de Müntzer est forte et radicale, surtout lorsque, devenu pasteur de l'église de Sainte-Catherine en octobre 1520, il fustige les moines franciscains locaux.
Storch, Thomas Dreschel et Mark Thomas Stübner forment un groupe appelé les prophètes de Zwickau (en), fortement influencé par les doctrines des Frères de Bohême (ou Frères Moraves) dérivées de celles des Taborites. Ils prêchent avec la bienveillance de Müntzer, jusqu'à ce que celui-ci soit expulsé par la mairie de Zwickau le 16 avril 1521. Nicolas Hausmann, son remplaçant, aidé par son ami Luther, réunit 14 000 citoyens de la ville et des environs et parvient à un retournement de l'opinion en faveur d'une réforme plus modérée et à faire expulser les trois hommes de la ville. Ils tentent d'exporter leurs idées à Wittenberg, où ils sont entendus par les principaux collaborateurs de Luther, Nikolaus von Amsdorf, Philipp Schwarzerd (Melanchthon) et Andreas Bodenstein (Karlstadt) qu'ils impressionnent par leur connaissance de la Bible. Ils installent le doute chez Melanchthon et Karlstadt renonce à sa qualité de docteur pour se faire portefaix : il se fait alors appeler frère André et prêche la doctrine nouvelle pendant un certain temps aux gens et étudiants de Wittenberg.
La situation devient critique à la suite d'une série d'épisodes iconoclastes causés par Karlstadt et fait intervenir Luther, qui vient à  Wittenberg le 7 mars 1522 et rejette rapidement la thèse des « prophètes » qu'il attaque durement dans son libelle Contre les prophètes célestes (en allemand : Wider die himmlischen Propheten), y compris son ancien ami Karlstadt, qui est exilé en 1524 par le prince Frédéric III de Saxe. Les trois « prophètes » sont alors expulsés de la ville et Storch se sépare de ses compagnons pour prêcher à travers l'Allemagne, notamment en Thuringe et en Silésie. En 1524 il séjourne à Strasbourg. Fin janvier 1525, il demande au maire de Zwickau de retourner dans sa ville natale mais le conseil municipal refuse. Plus tard en 1525 il rejoint Müntzer à Mühlhausen et dirige avec lui et Heinrich Pfeiffer la révolte des paysans. Le 15 mai 1525 la bataille de Frankenhausen est une défaite pour eux, Müntzer et Pfeiffer sont capturés, torturés et décapités. Storch est censé avoir été gravement blessé et être mort dans un hôpital de Munich un peu plus tard. Pourtant, il apparaît dans un procès-verbal du conseil municipal de Zwickau en 1536 pour la dernière fois.